# جامعة نيوكاسل
جامعة نيوكاسل Newcastle University وسابقا Newcastle Upon Tyne University تقع في مدينة نيوكاسل أبون تاين في شمال شرق إنجلترا في المملكة المتحدة.
بدأت الجامعة ككلية للطب في عام 1834 وتطورت إلى جامعة في عام 1963 وتتبع لمجموعة راسل قروب البحثية Russel group
المكتبة المركزية هي مكتبة الروبنسون وتوجد مكتبتان مخصصتان لاقسام القانون والطب